# Никая (буддизм)
Никая (пали nikāya) — слово, означающее «том». Оно часто используется, подобно слову агама (санскр. āgama), для обозначения «собрание», «совокупность», «класс» или «группа» как на пали, так и на санскрите. Чаще всего оно используется в отношении палийских буддийских текстов Трипитаки, а именно Сутта-питаки, Виная-питака и Абхидхамма-питаки. Им также обозначают монашеские ордены, что иногда переводится как «монашеское братство».
В современной науке для обозначения ранних буддийских школ иногда используют термин буддизм никай.

## Сборники текстов
В Палийском каноне, в частности, в «Корзине наставлений» или Сутта-питаке значение слова никая примерно эквивалентно слову сборник и используется для описания групп наставлений в соответствии с тема, длиной или другими категориями. Например, Сутта-питака разделена на пять никай:
- Дигха-никая, сборник длинных (пали dīgha) наставлений
- Маджхима-никая, собрание наставлений средней длины (пали majjhima)
- Самъютта-никая, собрание тематически связанных (пали samyutta) наставлений
- Ангуттара-никая, «постепенный сборник», наставления, сгруппированные по содержанию
- Кхуддака-никая, «второстепенный сборник».

В других ранних буддийских школах вместо термина никая использовался альтернативный термин агама. Таким образом, буддисты Махаяны называют не-махаянскую часть санскр. Sutra Piṭakas агамами. Агамы сохранились по большей части только в классическом тибетском и китайском переводах. Они тесно связаны с палийскими никаями.

## Монашеские ордены
Среди народов Тхеравады в Юго-Восточной Азии и Шри-Ланке словом никая обозначают монашеский орден или линию; эти сообщества также иногда называют «монашескими братствами». Среди групп монахов никаи могут образовываться в результате королевского или государственного патронажа (например, Дхаммаюттика Никая в Таиланде), на основе национального происхождения их линии посвящения (Сиам Никая на Шри-Ланке), из-за различий в интерпретации монашеского кодекса или по другим причинам (например, Амарапура Никая появилась на Шри-Ланке как реакция на кастовые ограничения в Сиам Никае). В рамках Тхеравады эти разделения не поднимаются до уровня образования отдельных сект, потому что они обычно не следуют разным доктринам или монашеским кодексам, кроме того, они не распространяются на мирян.
В Бирме монашеские ордены-никаи возникли в ответ на относительную консервативность в интерпретации Винаи. С 1980 года появление новых никай не разрешено и на сегодняшний день в Бирме существует девять официально признанных монашеских орденов в соответствии с Законом 1990 года об организациях сангхи. Самый большой из них — Тхудхамма Никая, который был основан в 1800-х годах во времена династии Конбаун .